# Araklıspor
Araklıspor is een voetbalclub uit Araklı, een district van de provincie Trabzon (Turkije). De clubkleuren zijn groen, wit en zwart, en de thuisbasis is het Araklı Stadion.
Eerder speelde Araklıspor in het seizoen 2000-01 in de Türkiye Futbol Federasyonu 3. Lig. Tussen 2001 en 2003 kwam de club uit in de Turkse Amateur Divisies, tot het in de zomer van 2003 weer terugkeerde naar de 3. Lig. In 2008 promoveerde Araklı wederom naar de 3. Lig.